# フレッド・コーク
フレッド・チェース・コーク（Fred Chase Koch、1900年9月10日 - 1967年11月17日）は、アメリカ合衆国の化学技術者、実業家である。コーク・インダストリーズの前身である「ウッド・リバー・オイル・アンド・リファイニング・カンパニー」の創業者として知られている。

## 生涯
フレッド・チェース・コークは、1900年9月10日にテキサス州クアンナで生まれた。父親はオランダ系移民、母親はアイルランド系移民のルーツを持つ。ライス大学で化学工学を学び、1922年にマサチューセッツ工科大学（MIT）を卒業した。
卒業後、石油業界で働き始め、様々な企業で経験を積んだ。1925年には、ウィスコンシン州ミルウォーキーの北部の会社で働いていたジョン・ブレイズと共同で「ブレイス・チェース」を設立し、熱分解装置の改良に取り組んだ。しかし、この共同事業は短期間で終了した。
1927年、コークはカンザス州ウィチタで「ロック・アイランド・オイル・アンド・リファイニング・カンパニー」を設立した。この会社は、重油からガソリンを抽出する効率的な熱分解装置を開発したことで知られる。しかし、この技術は当時の有力企業によって特許侵害で訴訟を起こされ、コークは最終的に敗訴した。
この訴訟を機に、コークは国際的な市場に目を向けた。1930年代には、ソビエト連邦、ナチス・ドイツ、およびその他の国々で製油所の建設に携わった。特にソビエト連邦では、スターリン政権下で15か所の製油所を建設した。この経験は、後に彼が反共産主義の強い信条を持つ要因の一つとなった。
第二次世界大戦後、コークはアメリカ国内での事業に注力した。1940年、彼は「ウッド・リバー・オイル・アンド・リファイニング・カンパニー」を設立した。この会社は、後に彼の息子たちによって「コーク・インダストリーズ」へと発展し、アメリカを代表する多角的企業グループとなった。
晩年、コークはジョン・バーチ協会（John Birch Society）の設立メンバーとなり、反共産主義の活動に積極的に参加した。彼はまた、慈善活動にも熱心であり、特に教育分野に貢献した。
フレッド・チェース・コークは1967年11月17日、ミシガン州で狩猟中に心臓発作のため67歳で死去した。

## 業績
フレッド・チェース・コークの最も重要な業績は、重油をガソリンに変換する熱分解技術の改良である。この技術は、石油精製プロセスにおいて大きな進歩をもたらし、石油製品の生産効率を向上させた。彼の設立した「ウッド・リバー・オイル・アンド・リファイニング・カンパニー」は、後に世界有数の非公開企業であるコーク・インダストリーズへと成長し、その後の彼の家族のビジネス基盤を築いた。

## 政治的信条
コークは強力な反共産主義者であり、自由市場経済の熱心な擁護者であった。彼はジョン・バーチ協会の設立メンバーとして、政府の介入に反対し、個人の自由と経済的自由を重視するリバタリアン的な思想を支持した。これらの信条は、彼の子供たち、特にチャールズ・コークとデイビッド・コークにも大きな影響を与え、彼らが設立した政治団体やシンクタンクの活動にも反映されている。

## 参考書籍
- Leonard, Stephen. Charles Koch: The Business of Belief. Diversion Books, 2017.
- Mayer, Jane. Dark Money: The Hidden History of the Billionaires Behind the Rise of the Radical Right. Doubleday, 2016.
- Schlesinger, Arthur M. Jr. The Vital Center: The Politics of Freedom. Transaction Publishers, 1998.